# Bregenz (distrikt)
Bregenz är ett distrikt i förbundslandet Vorarlberg i Österrike. Distriktet har gräns mot Tyskland och mot Schweiz. 
Distriktet består av 40 kommuner, varav en stadskommun och sex köpingskommuner:

Kommunerna i distriktet Bregenz.

Stadskommun (Stadtgemeinde):
- Bregenz

Köpingskommuner (Marktgemeinden):
- Bezau
- Egg
- Hard
- Hörbranz
- Lauterach
- Wolfurt

Kommuner (Gemeinden):

- Alberschwende
- Andelsbuch
- Au
- Bildstein
- Bizau
- Buch
- Damüls
- Doren
- Eichenberg
- Fußach
- Gaißau
- Hittisau
- Hohenweiler
- Höchst
- Kennelbach
- Krumbach
- Langen bei Bregenz
- Langenegg
- Lingenau
- Lochau
- Mellau
- Mittelberg
- Möggers
- Reuthe
- Riefensberg
- Schnepfau
- Schoppernau
- Schröcken
- Schwarzach
- Schwarzenberg
- Sibratsgfäll
- Sulzberg
- Warth